# Équipe Garneau-Québecor/Saison 2013
Dieser Artikel listet Erfolge und Fahrer des Radsportteams Équipe Garneau-Québecor in der Saison 2013 auf.

## Erfolge bei nationalen Meisterschaften
| Datum    | Rennen                                            | Kat. | Fahrer             |
| -------- | ------------------------------------------------- | ---- | ------------------ |
| 20. Juni | Kanadische Meisterschaft – Einzelzeitfahren (U23) | CN   | Alexander Cataford |

## Mannschaft
| Name                  | Geburtstag         | Nationalität       | Team 2012                    |
| --------------------- | ------------------ | ------------------ | ---------------------------- |
| Alexander Cataford    | 1. September 1993  | Kanada             | Neoprofi                     |
| Michael Chauner       | 19. September 1986 | Vereinigte Staaten | Team Cykelcity.se            |
| Geoffroy Dussault     | 14. Februar 1986   | Kanada             | Neoprofi                     |
| Adam Farabaugh        | 1. Februar 1989    | Vereinigte Staaten | Ekoï.com-Gaspésien           |
| Louis Garneau         | 9. August 1958     | Kanada             | Neoprofi                     |
| Simon-Pierre Gauthier | 25. Februar 1993   | Kanada             | Neoprofi                     |
| Zachary Hughes        | 18. April 1990     | Kanada             | Neoprofi                     |
| Simon Lambert-Lemay   | 16. Juli 1990      | Kanada             | SpiderTech-C10               |
| Bruno Langlois        | 1. März 1979       | Kanada             | Garneau-Québécor-Norton Rose |
| Pierrick Naud         | 26. Januar 1991    | Kanada             | Ekoï.com-Gaspésien           |
| Rémi Pelletier-Roy    | 4. Juli 1990       | Kanada             | Neoprofi                     |
| Jean-François Racine  | 30. Juli 1980      | Kanada             | Neoprofi                     |
| Michael Woods         | 12. Oktober 1986   | Kanada             | Neoprofi                     |